# Fadenwurzelige Segge
Die Fadenwurzelige Segge (Carex chordorrhiza), auch Ranken-Segge, Schnurwurzel-Segge oder Strick-Segge genannt, ist eine Pflanzenart aus der Gattung Seggen (Carex) innerhalb der Familie der Sauergrasgewächse (Cyperaceae). Sie ist auf der Nordhalbkugel weitverbreitet.

## Beschreibung

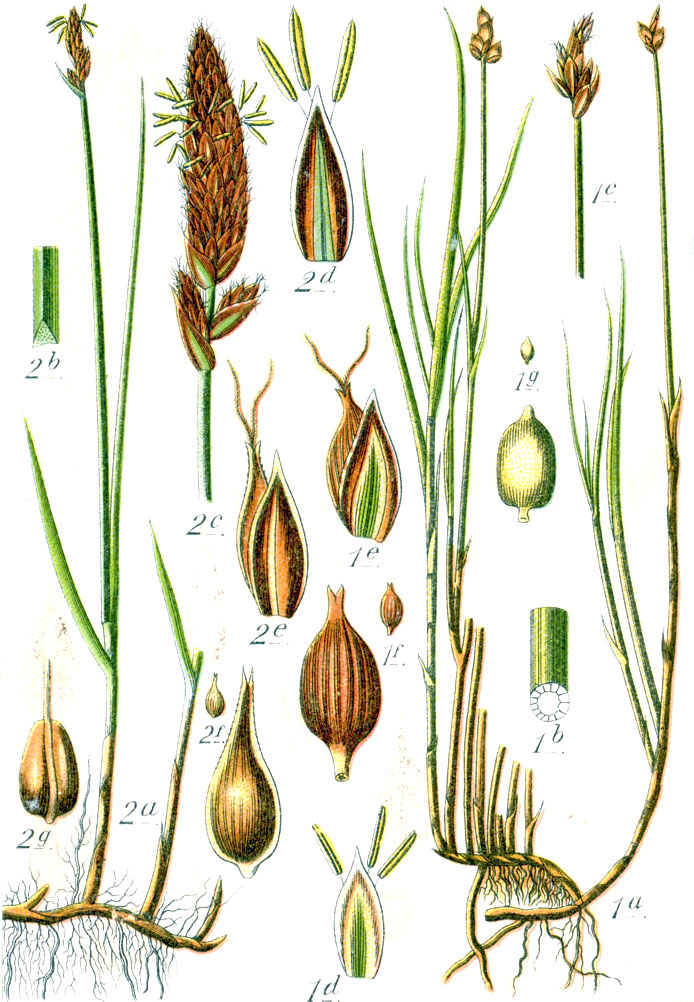
Illustration: rechts Carex chordorrhiza (1a bis 1g); links ist die Zweizeilige Segge (Carex disticha, 2a bis 2g) dargestellt

### Vegetative Merkmale
Die Fadenwurzelige Segge wächst als ausdauernde krautige Pflanze und erreicht Wuchshöhen von 5 bis 15, selten bis zu 30 Zentimetern. Sie bildet lange, braune, peitschenförmige, oberirdische und an den Knoten wurzelnden Ausläufer. Die Ausläufer tragen an jedem Knoten einen nichtblühenden Spross und sind an der Spitze zu einem blütentragenden Stängel aufgerichtet. Der aufrechte oder aufsteigende Stängel ist bei einem Durchmesser von bis über 1 Millimetern schlank, rundlich oder schwach dreikantig, glatt und trägt am Grund keine oder nur kurze diesjährige Blätter. Die schräg aufrechten Blattspreiten sind steif, zugespitzt, flach oder rinnig, etwa 1,5 Millimeter breit, grau-grün und an den Rändern etwas rau. Die Blattscheiden sind hell-braun und später grau bis schwarz-braun.

### Generative Merkmale
Die Blütezeit ist Mai bis Juni. Der endständige Blütenstand ist eiförmig und enthält drei bis fünf dicht stehenden Ährchen; Kümmerformen haben oft nur ein Ährchen. Der Blütenstand ist 10 bis 15 Millimeter lang und 8 Millimeter breit und hat kein Hüllblatt. Die Spelzen sind breit-eiförmig mit spitzem oberen Ende, dunkel-braun, heller gekielt und an den Rändern weißlich. Die Schläuche sind rot-braun, 3,5 bis 4 Millimeter lang, plankonvex und tragen einen kurzen an der Spitze zweizähnigen Schnabel; sie sind jedoch häufig verkümmert. Es sind zwei Narben vorhanden.
Die Chromosomenzahl beträgt 2n = 60.

## Vorkommen
Die Fadenwurzelige Segge ist zirkumpolar verbreitet in den arktischen bis borealen Zonen. Weiter südlich in den gemäßigten Zonen gibt es zerstreute, oft schon erloschene Vorkommen. In Mitteleuropa findet man sie vor allem in den Mooren des Alpenvorlands. Die südlichsten Vorkommen Europas liegen in Spanien und im Kaukasusraum.
In Mitteleuropa kommt die Fadenwurzelige Segge vereinzelt in den Moorgebieten des mitteleuropäischen Tieflands vor. Im Fränkischen Jura, im Bayerischen Wald, im deutschen und österreichischen Alpenvorland, in den nördlichen und südlichen Randzonen der Alpen, in der Nordschweiz und im Schweizer Jura ist sie sehr selten zu finden. Sie steigt selten bis in Höhenlagen von 1000 Metern. In den Allgäuer Alpen steigt sie in Bayern im Straußbergmoos bei Imberg bis in eine Höhenlage von 1200 Meter auf.
Die Fadenwurzelige Segge braucht zeitweise überschwemmte, offene und schlammige, mäßig basenreiche, zuweilen kalkhaltige Tonböden. Sie gedeiht in den Schlenken von Flach- und Zwischenmooren. Sie ist in Mitteleuropa ein Glazialrelikt. Sie ist Charakterart des Drepanoclado-Caricetum chordorrhizae aus dem Verband Caricion lasiocarpae.
Die ökologischen Zeigerwerte nach Landolt et al. 2010 sind in der Schweiz: Feuchtezahl F = 5w (überschwemmt aber mäßig wechselnd), Lichtzahl L = 4 (hell), Reaktionszahl R = 2 (sauer), Temperaturzahl T = 3+ (unter-montan und ober-kollin), Nährstoffzahl N = 1 (sehr nährstoffarm), Kontinentalitätszahl K = 3 (subozeanisch bis subkontinental).

## Taxonomie
Die Erstveröffentlichung von Carex chordorrhiza erfolgte 1782 durch Carl von Linné dem Jüngeren in Supplementum plantarum Systematis vegetabilium editionis decimae tertiae, Generum plantarum editionis sextae, et Specierum plantarum editionis secunda Seite 414. Synonyme für Carex chordorrhiza L. f. sind: Vignea chordorrhiza (L. f.) Rchb., Caricina chordorrhiza (L. f.) St.-Lag., Carex chordorrhiza var. genuina Trautv., Carex chordorrhiza var. aestivalis Asch. & Graebn., Carex chordorrhiza var. sphagnicola Laest. ex Th.Fr., Carex fischeriana J.Gay, Carex fulvicoma Dewey, Carex funiformis Clairv., Carex teretiuscula Willk. nom. illeg.